# Bobsleigh als Jocs Olímpics d'Hivern de 1952 - Quatre homes
Als Jocs Olímpics d'Hivern de 1952 celebrats a la ciutat d'Oslo (Noruega) es disputà una prova de bobsleigh de quatre homes, que juntament amb la prova de dos homes formà part del programa oficial de bobsleigh de l'any 1952. La competició tingué lloc entre els dies 21 i 22 de febrer de 1952 a les instal·lacions de la ciutat d'Oslo.

## Comitès participants
Hi participaren un total de 60 competidors de 9 comitès nacionals diferents.
| - Alemanya (4) - Argentina (4) - Àustria (8) - Estats Units (8) - França (4) |  | - Itàlia (8) - Noruega (8) - Suècia (8) - Suïssa (8) |

## Resum de medalles
| Or                                                                                   | Argent                                                                                 | Bronze                                                                               |
| Alemanya · Alemanya IAndreas Ostler · Friedrich Kuhn · Lorenz Nieberl · Franz Kemser | Estats Units · USA IStanley Benham · Patrick Martin · Howard Crossett · James Atkinson | Suïssa · Suïssa IFritz Feierabend · Albert Madörin · André Filippini · Stephan Waser |

## Resultats
| Posició | Equip                   | Participants                                                        | Ronda 1 | Ronda 2 | Ronda 3 | Ronda 4 | Final   |
| ------- | ----------------------- | ------------------------------------------------------------------- | ------- | ------- | ------- | ------- | ------- |
| 1       | Alemanya · Alemanya I   | Andreas Ostler Friedrich Kuhn Lorenz Nieberl Franz Kemser           | 1:16.84 | 1:17.57 | 1:16.55 | 1:16.86 | 5:07.84 |
| 2       | Estats Units · USA I    | Stanley Benham Patrick Martin Howard Crossett James Atkinson        | 1:17.44 | 1:17.78 | 1:16.72 | 1:18.54 | 5:10.48 |
| 3       | Suïssa · Suïssa I       | Fritz Feierabend Albert Madörin André Filippini Stephan Waser       | 1:18.67 | 1:18.08 | 1:17.40 | 1:17.55 | 5:11.70 |
| 4       | Suïssa · Suïssa II      | Felix Endrich Fritz Stöckli Franz Kapus Werner Spring               | 1:17.75 | 1:19.45 | 1:17.88 | 1:18.90 | 5:13.98 |
| 5       | Àustria · Àustria I     | Karl Wagner Franz Eckhardt Hermann Palka Paul Aste                  | 1:19.34 | 1:18.91 | 1:18.27 | 1:18.22 | 5:14.74 |
| 6       | Suècia · Suècia I       | Kjell Holmström Felix Fernström Nils Landgren Jan Lapidoth          | 1:19.11 | 1:19.90 | 1:17.28 | 1:18.72 | 5:15.01 |
| 7       | Suècia · Suècia II      | Gunnar Åhs Börje Ekedahl Lennart Sandin Gunnar Garpö                | 1:18.84 | 1:19.93 | 1:18.66 | 1:20.43 | 5:17.86 |
| 8       | Argentina · Argentina I | Carlos Tomasi Robert Bordeu Carlos Sareisian Héctor Tomasi          | 1:20.15 | 1:19.81 | 1:19.35 | 1:19.54 | 5:18.85 |
| 9       | Estats Units · USA II   | James Bickford Hubert Miller Maurice R. Severino Joseph Scott       | 1:19.13 | 1:19.97 | 1:19.49 | 1:21.09 | 5:19.68 |
| 10      | Itàlia · Itàlia II      | Alberto Della Beffa Sandro Rasini Dario Colombi Dario Poggi         | 1:20.02 | 1:21.39 | 1:18.86 | 1:19.65 | 5:19.62 |
| 11      | França · França I       | André Robin Joseph Chatelus Louis Saint-Calbre Henri Rivière        | 1:18.90 | 1:19.91 | 1:19.18 | 1:22.75 | 5:20.74 |
| 12      | Noruega · Noruega I     | Arne Holst Trygve Brudevold Curt James Haydn Kåre Christiansen      | 1:20.05 | 1:19.93 | 1:19.98 | 1:21.40 | 5:21.36 |
| 13      | Noruega · Noruega II    | Reidar Alveberg Anders Hveem Arne Røgden Gunnar Thoresen            | 1:21.53 | 1:21.18 | 1:20.77 | 1:20.99 | 5:24.47 |
| 14      | Itàlia · Itàlia II      | Umberto Gilarduzzi Michele Alverà Vittorio Folonari Luigi Cavalieri | 1:21.23 | 1:21.35 | 1:21.64 | 1:21.76 | 5:25.98 |
| NF      | Àustria · Àustria II    | Kurt Loserth Wilfried Thurner Franz Kneissl Heinz Hoppichler        | 1:19.51 | 1:20.25 | 1:20.44 | --      | NF      |